# Ханс, Генри Флетчер
Генри Флетчер Ханс (англ. Henry Fletcher Hance; 4 августа 1827, Лондон, Англия, Великобритания — 22 июня 1886, Сямэнь, Фуцзянь) — британский ботаник и дипломат. 

## Биография
Генри Флетчер Ханс родился 4 августа 1827 года в Лондоне. Он учился в Лондоне и в Бельгии. 
С 1878 по 1881 год и в 1883 году Генри Флетчер Ханс был назначен консулом в Кантоне. В 1886 году он был назначен консулом в городе Сямынь. 
Генри Флетчер Ханс умер 22 июня 1886 года в городе Сямынь. 

## Научная деятельность
Свободное от работы дипломатом время Генри Флетчер Ханс посвятил изучению флоры. Он специализировался на папоротниковидных и семенных растениях. 
Генри Флетчер Ханс является автором наименований множества ботанических таксонов. 

## Публикации
В 1873 году Генри Флетчер Ханс опубликовал дополнение к книге Flora Hongkongensis. 